# Trilby ou le Lutin d'Argail
Pour l’article ayant un titre homophone, voir T. Trilby.
Trilby ou le Lutin d'Argail, ou plus simplement Trilby, est un roman français de Charles Nodier publié en juillet 1822. Il s'est inspiré pour la trame de l'intrigue du Diable amoureux de Cazotte, et pour la couleur générale du récit des écrits de Walter Scott.

## Synopsis
Trilby est un lutin, esprit follet qui hante la demeure d'un pêcheur, Dougal, et de sa femme batelière, Jeannie, dont il est amoureux. Il lui déclare ses sentiments puis elle se laisse aller à des rêves agréables, jusqu'au jour où elle avoue ce qui arrive à son mari, lequel fait exorciser Trilby par un moine, Ronald. Le départ du lutin provoque la ruine du foyer, Dougal ne ramène plus de poissons et Jeannie, rongée par la tristesse, rêve de Trilby sous les traits de John Mac-Farlane, un chef de clan maudit.
Mari et femme partent en pèlerinage au monastère de Balva, où Ronald invite chacun à maudire les esprits. Jeannie refuse et découvre un tableau près de la chapelle, sur lequel elle reconnaît l'homme dont elle a rêvé, John-Trilby Mac-Farlane. Plus tard, un vieillard nain est recueilli sur son bateau. Elle reconnait Trilby et à nouveau les pêches de son mari deviennent abondantes, tandis que Jeannie se reprend à rêver du lutin. Trilby finit par implorer l'aveu qu'elle l'aime, elle le refuse malgré ses sentiments. Sortie, elle rencontre le moine Ronald près de son mari prosterné en train d'enfermer Trilby dans un bouleau pour mille ans. Elle se suicide alors.

## Analyse
Selon la préface de Nodier, toute la trame du récit est empruntée à l'ouvrage de démonologie de Walter Scott. Mais il ajoute  : « Comme toutes les traditions populaires, celle-ci a fait le tour du monde et se trouve partout. C'est le diable amoureux de toutes les mythologies. »